# A corazón abierto (telenovela colombiana)
A corazón abierto es una telenovela colombiana producida por Vista Producciones en coproducción con Disney Media Distribution para RCN Televisión en 2010 y 2011. Es una adaptación del drama médico de Shonda Rhimes, Grey's Anatomy. 
Protagonizada por Verónica Orozco y Rafael Novoa junto a Rolando Tarajano, Natalia Durán, Juan Manuel Mendoza y Juan Pablo Espinosa; con las participaciones antagónicas de Carolina Gómez, Jorge Enrique Abello y Santiago Moure. para la segunda temporada se incorporaron al elenco principal a Marlon Moreno, Carolina Guerra e Iván López con papeles principales. 
La telenovela se emitió originalmente en Colombia con su primera temporada el 26 de abril de 2010 y concluyó con su segunda temporada el 11 de agosto de 2011. 
En su primera temporada alcanzó un promedio de 43,1 de índice de audiencia hogares y 18,9 en índice de audiencia personas con 48,6 de cuota de pantalla, convirtiéndose en la producción más exitosa y vista en la historia de la televisión privada.  Latin América firmó un acuerdo con y para realizar esta versión colombiana. La serie cuenta con la supervisión general del libretista colombiano Fernando Gaitán, conocido por escribir los guiones de exitosas telenovelas como Café con aroma de mujer, Yo soy Betty la Fea y Hasta que la plata nos separe La novela tuvo un 43.1 de índice de audiencia promedio hogares y 18.9 en personas siendo la producción colombiana con el mejor promedio en la historia de la televisión privada.
En alianza con Buena Vista International Television y RCN Televisión, Vista Producciones Inc. produjo un total de 120 episodios (al principio se tenían que ser 80 episodios, pero al ver la gran acogida que tuvo la serie novelada, se decidió alargarla poniéndole 40 capítulos más) con escenografías médicas que recrean metro por metro el hospital. Para el proceso de grabación, se contrataron especialistas en efectos especiales para dar el dramatismo que caracteriza la serie. Todo fue grabado en alta definición (HD), haciendo que la imagen sea muy parecida a una imagen de cine. Por medio de distintas historias médicas, la serie muestra como los doctores entrelazan sus vidas y sus emociones mientras aprenden a balancear la carga que sufre su profesión y la necesidad de alimentar su vida personal.

## Localizaciones y grabaciones
El 90% de la serie es grabada en el estudio y con equipos de alta resolución en formato HD 29:97 progresivo. Las grabaciones empezaron el 30 de junio de 2009 en el denominado "Hospital Universitario Santa María", un set ficticio montado en las nuevas instalaciones que adquirió RCN Televisión y cuya escenografía estuvo a cargo de Lucas Jaramillo. El elenco cuenta con la compañía de médicos y enfermeras reales durante todas las grabaciones para darle mayor realismo a las escenas.
Para la recreación del hospital se utilizó el Hospital Universitario de San Carlos ubicado en la localidad de Rafael Uribe Uribe, al sur de la Ciudad de Bogotá, declarado monumento nacional.

## Sinopsis

### Primera Temporada
La aspirante a cirujano María Alejandra Rivas Cavalier es admitida al programa para internos del Hospital Universitario Santa María. Hija de una de las cirujanas más famosas de su época, ahora enferma de Alzheimer, María Alejandra debe cargar con la responsabilidad que le otorga su apellido. Su grupo de nuevos amigos, Jorge Viana, Cristina Solano, Isabel Henao y Augusto Maza, se convertirán de ahora en adelante en su nueva familia.
María Alejandra enfrenta la soledad ayudada por estas nuevas personas y por la relación sentimental que establece con Andrés Guerra, uno de los mejores cirujanos del hospital.
A través de interesantes historias médicas los protagonistas entrelazan sus vidas y sus emociones en el hospital que a partir de ahora será su nueva casa.

### Segunda Temporada
El inicio de esta temporada, es la continuación de los hechos que quedaron abiertos al final de la primera temporada. Andrés Guerra es encarcelado por supuestamente causar la sobredosis de medicamentos a Helena Cavalier. Augusto sufre quemaduras en la totalidad de su cuerpo por haberse encontrado en un bus que estalló en llamas, sin embargo, sobrevive y es llevado a Brasil para un extremo tratamiento reconstructivo.
En esta temporada llegan al Santa María nuevos médicos: el Dr. Felipe Becerra, Dr. Rafael Gómez y la Dra. Violeta Botero. Andrés le perdona María Alejandra por no haber confiado en el, ambos están muy felices y Andrés le pide matrimonio a María Alejandra. Pasa un tiempo, cuando Andrés descubre que tiene un Aneurisma, decide ocultárselo a María Alejandra, provocando su ruptura con ella. El graba un vídeo de despedida, sin embargo la Dra. Violeta Botero lo descubre, Andrés dice que le guarde el secreto y ella lo hace. Andrés, con pocos meses de vida, funda un Centro de Salud en un pequeño barrio de Bogotá, como buena acción antes de morir; María Alejandra estudia el aneurisma creyendo que se trata de un paciente en Estados Unidos, cuando todos se dan cuenta, tendrán que operarlo o Andrés morirá.
En medio de la cirugía de Andrés Guerra ocurre un temblor, lo que pone en riesgo la vida de Andrés y del resto de pacientes y personal del Hospital Santa María.
La Segunda Temporada fue finalizada el 11 de agosto en Colombia, en el cual Andrés Guerra se despierta de la cirugía llamando a su amor María Alejandra quien acude enseguida junto a Violeta y otro personal del hospital. Luego Martín pide la mano de Isabel, el doctor Becerra se retira del hospital y le regala los viajes que él tenía pendientes con María Alejandra para que ella viaje con el Dr. Andrés Guerra.
Todo termina en el matrimonio de Isabel, con mucha armonía de amor en el aire, el doctor Germán de la Pava queda con la fisioterapeuta de su primo a la cual le pide la mano luego, la doctora Miranda Carvajal se enamora de Rafael Gómez y viven juntos, el Dr. Javier Burgos tiene planes de bodas con Cristina Solano, el episodio termina con un beso entre los enamorados María Alejandra y Andrés.

### Final
La producción cuenta con dos finales para la 1.ª temporada.
En Estados Unidos Telemundo emitió el final original, es decir en donde los protagonistas se casaban y todo terminaba bien.
Sin embargo, en su país de origen, Colombia, en el Canal RCN la serie tuvo un gran éxito y fue emitido un final diferente, el cual conecta con la 2.ª temporada.

## Adaptación en otros países

### México
- La empresa mexicana TV Azteca lanzó a principios del mes de noviembre del año 2011 A corazón abierto (México) grabada en los mismos escenarios que la original años más tarde.

## Reparto

### Reparto principal
| Actore (s)           | Personajes                           | Temporadas | Temporadas |
| Actore (s)           | Personajes                           | 1          | 2          |
| -------------------- | ------------------------------------ | ---------- | ---------- |
| Verónica Orozco      | Dra. María Alejandra Rivas Cavallier | Sí         | Sí         |
| Rafael Novoa         | Dr. Andrés Guerra                    | Sí         | Sí         |
| Jorge Enrique Abello | Dr. Mauricio Hernández               | Sí         | Sí         |
| Carolina Gómez       | Dra. Alicia Durán                    | Sí         | No         |
| Jorge Cao            | Dr. Ricardo Cepeda                   | Sí         | Sí         |
| Rolando Tarajano     | Dr. Javier Burgos                    | Sí         | Sí         |
| Juan Pablo Espinosa  | Dr. Augusto Maza                     | Sí         | Sí         |
| Santiago Moure       | Dr. Germán de la Pava                | Sí         | Sí         |
| Aída Morales         | Dra. Miranda Carvajal                | Sí         | Sí         |
| Natalia Durán        | Dra. Cristina Solano                 | Sí         | Sí         |
| Juan Manuel Mendoza  | Dr. Jorge Viana                      | Sí         | Sí         |
| Sandra Hernández     | Dra. Isabel Henao                    | Sí         | Sí         |
| María Lara           | Dra. Claudia Torres                  | Sí         | Sí         |
| Marlon Moreno        | Dr. Juan Felipe Becerra              | No         | Sí         |
| Iván López           | Dr. Rafael Gómez                     | No         | Sí         |
| Carolina Guerra      | Dra. Violeta Botero                  | No         | Sí         |

### Reparto recurrente
| Actore(s)         | Personajes          | Temporadas | Temporadas |
| Actore(s)         | Personajes          | 1          | 2          |
| ----------------- | ------------------- | ---------- | ---------- |
| Alejandra Borrero | Helena Cavalier     | Sí         | No         |
| Lina Castrillón   | Sandra Galindo      | Sí         | Sí         |
| Helga Díaz        | Dra. Silvia Ramírez | Sí         | No         |
| Jean Paul Leroux  | Sebastián Cárdenas  | Sí         | Sí         |
| Alejandro López   | Santiago            | No         | Sí         |
| Diego Trujillo    | Dr. Marcos Perdomo  | Sí         | Sí         |
| Alexandra Serrano | Adriana             | Sí         | No         |
| Ana María Kamper  | Adela de Cepeda     | Sí         | No         |

## Personajes
- Dra. María Alejandra Rivas Cavalier (Verónica Orozco): Residente. 28 años. Es de belleza latina, alta y delgada. Médico de profesión. El continuo cambio de colegio y la situación familiar hicieron de ella una mujer tímida y solitaria, pero de carácter voluntarioso y libre, convirtiéndose en una mujer noble de sentimientos. Cuando está a punto de casarse con su novio de varios años, descubre que la está engañando, pero esto no le impide ingresar al grupo de residentes del Santa María donde muy pronto descubrirá que la vida le tiene reservadas otras cosas, entre ellas el amor de su vida. Personaje original: Dra. Meredith Grey - cirugía general.

- Dr. Andrés Guerra-(Rafael Novoa): Neurocirujano. 36 años. Muy atractivo, con buen estado físico, excelente en su trabajo, admirado y también envidiado por sus compañeros. Andrés es un hombre honesto que cree en el amor y en el matrimonio, a pesar de que sabe el efecto que causa en las mujeres no se aprovecha de ello. Es un hombre fiel, serio y responsable que considera que el matrimonio es para toda la vida. Conocerá a María Alejandra en el Hospital Santa María, aunque por un tiempo su exesposa será un impedimento para fortalecer esta relación.Personaje original: Dr. Derek Sheperd - Neurocirugía

- Dr. Juan Felipe Becerra -(Marlon Moreno): Traumatólogo - Cirujano plástico y reconstructivo. 39 años. es un hombre que descrestará al grupo médico desde su primer día de trabajo en el hospital; es recursivo, inteligente y puede romper los protocolos de la medicina si se trata de salvar un paciente en condiciones difíciles. Todos saben que su último trabajo fue en un puesto de salud en un barrio marginal de Bogotá, pero desconocen su vida pasada y él se encargara de mantenerla en reserva. Su sentido social de la medicina chocará permanentemente con los dogmas del doctor De La Pava, su pasado misterioso y su forma descomplicada de llevar la vida, serán algunos de los componentes que generen un enorme atractivo entre las mujeres del Santa María, incluyendo en María Alejandra y Violeta. Dr. Owen Hunt - cirugía de trauma y emergencias.

- Dra. Violeta Botero-(Carolina Guerra): Neonatóloga - Cirujana pediátrica. 35 años. Es la nueva neonatóloga del Hospital Santa María, es una excelente médica y se graduó de medicina a una muy adelantada edad, teniendo la misma edad que los residentes del Santa María, pero siendo ya una Especialista. Por este motivo es un alivio para el grupo de médicos la llegada de Violeta al hospital, pensando en que puede ser una más de ellos, de todas formas, cualquiera sería preferible que la desleal Alicia. Es muy competitiva y no le gusta trabajar con mujeres ya que dice que es muy complicado y problemático. Personaje original: Dra. Addison Forbes - cirujana pediátrica.

- Dr. Ricardo Cepeda-(Jorge Cao): Cirujano Gastroenterólogo. 58 años. Es el director general y jefe de cirugía del Hospital Santa María. Es un personaje bueno al que le toca asumir una máscara de disciplina y autoritarismo para poder manejar el grupo de médicos del hospital. Es un cirujano muy respetado, su sabiduría y buen juicio son un pilar imprescindible para todos. Sin embargo, Ricardo esconde una infidelidad en su pasado que no lo deja estar en paz. Su matrimonio pasa por una crisis y le descubren un tumor cerebral que amenazara con quitarle la vida. Personaje original: Dr. Richard Webber - cirugía general.

- Dra. Cristina Solano-(Natalia Durán): Residente. 26 años. Espontánea y trigueña. Es una chica muy bella, que ama el estudio de la medicina. De clase media-baja. Aunque es áspera en su trato, muy competitiva profesionalmente y de una sinceridad aplastante. Cuando se trata de emociones le cuesta expresarse y la gente tiende a creer que no tiene corazón ni sangre en las venas. Dra. Cristina Yang - cirugía Cardiotoracica

- Dra. Miranda Carvajal-(Aída Morales): Residente en jefe. 40 años. No muy agraciada físicamente, es la jefa de los médicos residentes del Santa María. Es dura y disciplinada, poco dada a compartir angustias personales y menos, a dejar ver algún rasgo que denote debilidad de carácter por ello es apodada "la nazi". Aunque cuando ve a sus residentes metidos en grandes problemas los orienta y consuela pero después el trato a los residentes vuelve a ser el mismo. A ella le gusta que su vida personal no se mezcle con su vida profesional. Personaje original: Dra. Miranda Bailey - cirugía general.

- Dr. Javier Burgos-(Rolando Tarajano): Cardiólogo. 40 años. Muy atractivo físicamente y al cual, el profesionalismo le rezuma por los poros. Pese a su juventud, su pericia en las delicadas cirugías de corazón es ya legendaria. No está en el hospital para hacer amigos, simplemente hace su trabajo. Por ello, tiene fama de antipático, pues se mantiene al margen de la vida social. Personaje original: Dr. Preston Burke - cirugía cardiotoracica.

- Dr. Rafael Gómez- (Iván López): Residente. 30 años. Es un joven que goza de muchos privilegios, los cuales crearán cierta molestia entre el cuerpo médico de la institución. Ninguno de ellos sabe de dónde proviene, pues ni el Doctor De La Pava, quien entenderá que es mejor ser su aliado, ni el poderoso Doctor Cepeda podrán enfrentarlo, ya que deberá soportarlo acatando órdenes supremas de la Junta Directiva del Santa María. Gómez es buen médico, pero tendrá muchas dificultades para acomodarse en el grupo que lo ven como un elemento peligroso no solo por sus privilegios sino por su gran facilidad para descomponer el ambiente. Personaje original: Dr. Jackson Avery

- Dr. Jorge Viana-(Juan Manuel Mendoza): Residente. 27 años. Tierno, cariñoso, dulce y sensible. Es uno de los médicos más jóvenes de la clínica. Es una persona débil emocionalmente que no puede separar lo laboral de lo personal y en su afán por hacer las cosas bien, peca de ingenuo y deja que las personas se aprovechen de él. Su forma de ser tierna hace que sus compañeros piensen que es gay y lo metan en curiosas situaciones para demostrar que es todo lo contrario. Durante un tiempo estuvo enamorado de María Alejandra y compartió casa con ella e Isabel, pero después se involucró sentimentalmente con la Dra. Claudia Torres.Personaje original: George Omalley

- Dr. Germán De La Pava-(Santiago Moure): Médico Administrador de Servicios de Salud 40 años. Es el director administrativo del hospital Santa María. Es más bien feo, pero siempre impecablemente vestido. Es un ser apegado irremediablemente a reglas y procedimientos, es extremadamente cuadriculado, tanto en su vida personal como en el trabajo, aplica su filosofía de vida, además de ser una persona solitaria, es muy egocéntrico.

- Dra. Isabel Henao-(Sandra Hernández):Residente, 25 años, es hermosa que parece todo, menos una abnegada estudiante de medicina, más bien podría pasar por actriz o modelo. El rasgo más prominente es su inquebrantable vocación de servicio, se involucra fácilmente con sus pacientes, pone su corazón a todo lo que hace, tiene especial debilidad por los niños. Personaje original: Izzie Stevens

- Dr. Augusto Maza-(Juan Pablo Espinosa):Residente. 27 años. Serio, callado, misterioso y muy atractivo físicamente. Augusto es una persona que nunca habla de su vida privada porque tiene un dolor muy grande y por eso se porta frío y arrogante con la gente, poniendo escudos para que nadie se acerque a él, pero en el fondo es una buena persona. La debilidad de Augusto son las mujeres, y eso lo lleva a ser muy promiscuo, en especial con las enfermeras del hospital que caen muy fácilmente en sus encantos. Fue un personaje principal en la 1.ª temporada y recurrente en la 2.ª. Personaje original: Alex Karev

- Dra. Claudia Torres-(María Lara): Ortopedista. 30 años. De clase social media alta. Es muy atractiva, de contextura fuerte, lo que va muy acorde con su profesión de "arregla-huesos". Irrumpe en la vida de nuestros residentes al relacionarse sentimentalmente con Jorge, pero no le es fácil integrarse al grupo, especialmente por la estrecha amistad que María Alejandra e Isabel sostienen con Jorge, ellas la hacen sentir como una intrusa. Es de carácter fuerte y bastante franca, es dueña de un gran corazón y se enamora verdaderamente de Jorge. Aunque, en el fondo, sabe que Jorge nunca la amará de la manera total que ella desea. Personaje original: Callie Torres

- Dr. Mauricio Hernández-(Jorge Enrique Abello): Cirujano Plástico Reconstructivo. 38 años. Es un hombre muy atractivo físicamente. A pesar de su comportamiento frívolo y superficial. En el ámbito profesional es un cirujano comprometido con la causa social. Es un hombre irreverente que no cree en el amor, sólo en el sexo. Mauricio es un conquistador nato que no pierde el tiempo con las mujeres, pero en realidad, busca una estabilidad emocional. (Aparece en la primera temporada y en 6 capítulos de la segunda temporada). Personaje original: Mark Sloan

- Dra. Alicia Durán-(Carolina Gómez): Ginecobstetra. 36 años. De belleza impactante, sabe lo que tiene y para qué lo tiene. No es mala en el sentido literal de la palabra, es simplemente alguien que cree en que el fin justifica los medios, manipuladora, dueña de una sexualidad sin culpas ni complejos. Exesposa del Dr. Guerra, amante del Dr. Hernández, del Dr. Maza y posteriormente del Dr. Burgos. (Sólo aparece en la primera temporada). Personaje original: Adisson Montgomery.
- Dra Martha Lucia - (Deisy Lemus) Cardióloga joven y muy bella quién fue compañera en la facultad médica e interés amoroso del Dr Javier Burgos.

## Premios y nominaciones

### Premios India Catalina
| Año  | Categoría                           | Nominado          | Resultado |
| ---- | ----------------------------------- | ----------------- | --------- |
| 2011 | Mejor serie                         | A corazón abierto | Ganadora  |
| 2011 | Mejor actriz protagónica de serie   | Aída Morales      | Nominada  |
| 2011 | Mejor actriz protagónica de serie   | Natalia Durán     | Nominada  |
| 2011 | Mejor actor protagónico de serie    | Santiago Moure    | Nominado  |
| 2011 | Mejor director de serie             | Sergio Osorio     | Ganador   |
| 2011 | Mejor edición de telenovela o serie | A corazón abierto | Nominada  |

### Premios TVyNovelas
| Año  | Categoría                                               | Nominado             | Resultado |
| ---- | ------------------------------------------------------- | -------------------- | --------- |
| 2011 | Mejor serie                                             | A corazón abierto    | Ganadora  |
| 2011 | Mejor actriz protagónica de serie                       | Verónica Orozco      | Ganadora  |
| 2011 | Mejor actor antagónico de serie                         | Jorge Enrique Abello | Ganador   |
| 2011 | Mejor actriz antagónica de serie                        | Carolina Gómez       | Ganadora  |
| 2011 | Mejor actor de reparto de serie                         | Juan Pablo Espinosa  | Ganador   |
| 2011 | Mejor banda sonora y tema musical de telenovela o serie | A corazón abierto    | Ganadora  |
| 2012 | Mejor actor protagónico de serie                        | Rafael Novoa         | Nominado  |
| 2012 | Mejor actor antagónico de serie                         | Santiago Moure       | Nominado  |
| 2012 | Mejor actriz de reparto de serie                        | Natalia Durán        | Nominada  |
| 2012 | Mejor actor de reparto de serie                         | Jorge Cao            | Nominado  |
| 2012 | Mejor actor de reparto de serie                         | Marlon Moreno        | Nominado  |

## Acogida
- En principio, se creó una serie de polémicas por el descarte de actores de ascendencia afroamericana para los papeles del Dr. Richard Webber, Dr. Preston Burke y la Dra. Miranda Bailey, los cuales fueron reemplazados por actores blancos, dos de nacionalidad cubana: Jorge Cao (Webber), Rolando Tarajano (Burke) y la actriz colombiana Aida Morales (Bailey). Declaraciones hechas por parte de Fernando Gaitán respondiendo a las críticas enfatizan que el malentendido no se debió a una omisión voluntaria sino a una estricta selección de actores, la cual impidió la escogencia de un actor de ascendencia africana suficientemente competente dentro del elenco.[7][8]

- El primer episodio de A corazón abierto fue transmitido por RCN el lunes 26 de abril de 2010, obteniendo el mejor índice de audiencia de la noche en el prime time de la televisión colombiana.[9]

- Debido al gran índice de audiencia de la novela Vista Producciones y RCN decidieron alargar la novela 40 capítulos más, así que la historia que antes contaba con 80 capítulos de una hora, ahora tendrá en total 120 capítulos de una hora, lo que significa que un mes más de los que se tenía estimado al aire.[10]

- En la segunda temporada no participaron Jorge Enrique Abello (Mauricio Hernández), Carolina Gómez (Alicia Durán) y Juan Pablo Espinosa (Augusto Maza). Juan Pablo Espinosa participaba en la segunda temporada de la serie colombiana Los caballeros las prefieren brutas y en Secretos de Familia telenovela de Canal Caracol, mientras Carolina Gómez se encuentra grabando una película llamada El Paseo de Dago García y la telenovela La Teacher de inglés.

- En Estados Unidos la serie no tuvo tanto éxito, y fue cambiada de horario, siendo reemplazada a las 19:00 por el Cartel 2. Además, esta versión tiene diferentes cambios, entre ellos, la duración de la serie, pues esta en ese país solo duró 80 capítulos.

- El éxito en general fue en Colombia, Chile y Venezuela. La acogida en los demás países fue moderada, además el set de grabación es el mismo donde se rodó la versión mexicana de A Corazón Abierto; un foro de gran costo.

## Emisiones Internacionales
- En su país de origen, Colombia, en el Canal RCN la serie tuvo en gran éxito y fueron presentadas las 2 temporadas (País de origen). Gracias al éxito de la producción, la primera temporada de novela está siendo retransmitida en RCN desde inicios de noviembre de 2023.
- En Venezuela Venevisión Fueron presentada las 2 temporadas tuvieron éxito y también ayudando a este canal que pasaba por una mala racha durante esa época. La primera temporada se estrenó el 19 de mayo de 2010 a las 8:00 p. m. y el 6 de marzo de 2012 a las 7:00 p. m. se estrenó la segunda temporada con 4.8 de índice de audiencia y 45.4% de cuota de pantalla ganándole a su competencia directa ¿Hay corazón?.
- En Ecuador Teleamazonas su primera temporada se estrenó el 6 de diciembre de 2010 fue todo un éxito con un índice de audiencia de 18.4. También fue emitida la segunda temporada desde el 13 de junio de 2011 pero sin tanto éxito como la primera.
- En Estados Unidos Telemundo la serie no tuvo el éxito aceptado y fue emitido el final original o sea en donde los protagonistas se casaban y todo terminaba bien.
- En Puerto Rico Telemundo la serie obtuvo muy bajos índices de audiencia y al igual que en Estados Unidos se vio el final original.
- En Argentina Telefe la serie fue estrenada el 23 de noviembre de 2010 esta vencía con amplia ventaja sus enfrentados pero Telefe decidió acabar rápido la serie para abrirle paso a Gran Hermano Argentina por este motivo fue recortada y tan sólo fue emitida la primera temporada con el final en el que todos terminan felices.
- En Bolivia Unitel  se estrenó el 22 de marzo de 2011 la serie pasó sin pena ni gloria; terminó con el final para una segunda temporada pero el canal no se ha pronunciado acerca de cuando será el estreno de la segunda y última temporadas de la serie.
- En El Salvador TCS Canal 6 estrenó el día 21 de marzo de 2011 de lunes a viernes a las 7:00 p. m. y retrasmitian el capítulo a las 12:00 de la media noche, Finalizó el día 9 de noviembre de 2011. Se emitieron las dos temporadas de Seguido
- En Panamá Telemetro Canal 13 se estrenó el lunes 27 de junio de 2011 a las 8:00 p. m., al mismo tiempo su canal rival TVN estrenó La Reina del Sur a las 9:00 p. m. barriendo con todos los programas de Telemetro, por lo que Telemetro decidió el lunes 11 de julio retransmitir a las 8:00 p. m. La Tanda de tv que te hace bien y pasar a las 10:00 A corazón abierto, en ese horario obtuvo mejores índices de audiencia logrando números de 5,6 hasta 7 puntos mientras su competencia directa (Eva Luna) escasas veces lo empataba pero no lo lograba superarlo. Finalizó el 24 de enero de 2012
- En Costa Rica Teletica la novela se estrenó el 21 de marzo de 2011 a la 1:30 p. m. en reemplazo de El Clon, ahí se emitieron la primera y la segunda temporadas de seguido. Finalizó el 7 de octubre de 2011.
- En España Nova la primera temporada fue estrenada en el horario de las 8:15 p. m. de sábado a domingo. Esta fue sacada del aire sin pleno aviso sin embargo, tiempo después, fue reestrenada en el horario de las 8:30 a. m. donde el primer día marcó 0.4% al día siguiente marcó 1.2% y así fue subiendo su audiencia. La primera temporada concluyó el viernes 18 de enero de 2013, la segunda temporada inició el lunes 21 de enero de 2013 en el mismo horario.
- En Nicaragua Televicentro Canal 2 se estrenó en un horario acostumbrado a novelas brasileñas por lo cual el canal fue muy juzgado. El día del estreno fue el lunes 4 de abril de 2011 a las 9:00 p. m. y finalizó el 7 de octubre de 2011 se emitieron las dos temporadas de seguido.
- En Chile se emitió el 4 de marzo de 2014, en el canal de televisión Mega. En un inicio su horario correspondía al de las 22:30 horas en el horario estelar, pero tras su baja audiencia y el abrumador éxito de la telenovela turca Las mil y una noches fue removida a las 23:30 horas. En primera instancia, A corazón abierto no llamó la atención y se consolidaba como un fracaso colombiano más en el país. Sin embargo, fue tal el fenómeno de audiencia de la telenovela turca que incluso la serie comenzó a elevar su audiencia, pasó de un promedio de 7,7 puntos a 12,0 de índice de audiencia. En un inicio el canal Mega descartó una posible emisión de la segunda temporada pero tras el inesperado auge de audiencia, comenzó a emitirla el sábado 4 de agosto a la medianoche, en horario de trasnoche, después de las otras telenovelas de su programación habitual logrando números de hasta 18 puntos en el horario de la 1 de la Madrugada, convirtiéndose en la novela más vista durante el Trasnoche. Finalizó el día 30 de octubre de 2014.